# 周佩珍
周佩珍（1924年—1988年），女，浙江鄞县人，中国植物生理学家，曾任中国科学院植物研究所研究员、博士生导师。